# Байбы (Омская область)
Ба́йбы (сибирскотат. 
Ихйир) — деревня в Тевризском районе Омской области. Входит в Петелинское сельское поселение.

## География
Находится между населёнными пунктами Петелино и Тевризом. В диаметр деревня простирается примерно на 5 км.

## История
В 1928 году состояла 100 хозяйств, основное население — татары. Центр Байбининского сельсовета Тевризского района Тарского округа Сибирского края.

## Население
| 1926 | 2010 |
| ---- | ---- |
| 478  | ↘465 |

## Инфраструктура
В деревне имеется школа, клуб. Основной род деятельности населения — сельское хозяйство, рыболовство и преобладания натурального хозяйства.